# جي دي بي سي
جي دي بي سي اختصار (بالإنجليزية: Java Database Connectivity)‏ أي جافا للاتصال بقاعدة البيانات. وهي عبارة عن مكتبة برامج توفر للمبرمج إمكانية التواصل بين «جافا جاوة» وبين مختلف قواعد البيانات مثل " ماي إس كيو إل MySQL"، "أوراكل Oracle DB "، «آي بي إم دي بي 2 IBM DB2» وغيرها. يمكن مقارنة وتشبيه عمل وظيفة JDBC جي دي بي سي مع اتصال قاعدة البيانات المفتوحة لدى ميكروسوفت وDBI لدى شركة بيرل بيرل.
إحدى وظائف JDBC جي دي بي سي هي تكوين وإدارة قواعد البيانات بواسطة استخدام لغة إس كيو إل SQL. بعد تكوين أو إجراء التغيير على المعلومات والبيانات يمكن عرضها في صورة ملائمة لجافا من أجل استخدامها لاحقا في البرامج. كما هو في الصورة التوضيحية يقوم المستخدم في التواصل غير المباشر مع المعلومات المخزونة وذلك يتم بواسطة JDBC جي دي بي سي.
JDBC جي دي بي سي تقوم بدورها بالاتصال عبر بروتكول الاتصال مثل حزمة بروتوكولات الإنترنت.